# Antonieterkerk (Keulen)
De protestantse Antonieterkerk (Duits: Antoniterkirche) is een gotische kerk in de binnenstad van Keulen. Na de dom is de Antonieterkerk de meest bezochte kerk van Keulen.

## Geschiedenis

### De stichting
De orde van Sint-Antonius stichtte van 1350 tot 1378 een klooster op deze plaats. Bij het klooster werd een kloosterkerk gebouwd, die aan de heilige Antonius werd gewijd. Het gotische kerkgebouw kreeg de typische kenmerken van een bedelordekerk; in plaats van een toren heeft het kerkgebouw slechts een eenvoudige dakruiter. De drieschepige, gewelfde basiliek heeft een polygonaal koor, het noordelijk zijschip wordt afgesloten door een eigen koor.

### Secularisatie
Tijdens de Franse bezetting van Keulen in (1794-1813) werden de kloosters opgeheven. Voordien was het protestanten niet toegestaan om in Keulen publiekelijk hun geloof te belijden. De Fransen boden nu in 1802 de protestantse inwoners van Keulen de voormalige katholieke kloosterkerken aan, waarbij de keus van de protestanten op de Antonieterkerk viel. Bij de overname van de kerk op 6 augustus behoorden ook enige voormalige kloostergebouwen.
Daarna werd in de jaren 1802-1805 het gebouw onder leiding van Ferdinand Franz Wallraf geschikt gemaakt voor de protestantse eredienst. Enkele pijlers moesten worden verwijderd, er werden in de zijschepen en het westen galerijen ingebouwd en in het oosten werd een kanselaltaar geplaatst. Op deze wijze wist men in de relatief kleine kerk plaats te creëren voor circa 800 gelovigen. De kerk werd in 1805 heropend op bidzondag.
Tegen het einde van de 19e eeuw bezat de protestantse gemeente meerdere grote, representatieve kerkgebouwen. Daardoor nam de druk op de Antonieterkerk af. Vanuit het oogpunt van monumentenzorg werd er daarom gekozen voor het wegbreken van de galerijen en, om het zicht op het gotische koor weer vrij te maken, de verwijdering van het kanselaltaar.

### Naoorlogse tijd
Op 31 mei 1942 werd de kerk voor een groot deel door een luchtaanval verwoest. Naar de oude plannen van Ferdinand Franz Wallraf werd de kerk onder leiding van de architect Georg Eberlein van 1946 tot 1952 herbouwd. De westelijke gevel en de orgelgalerij werd geheel nieuw opgebouwd, terwijl de rest van de kerk met de nog staande delen werd gereconstrueerd. Op 18 mei 1952 werd er voor het eerst weer een dienst gevierd. Bij de herwijding van de kerk was onder meer bondspresident Theodor Heuss aanwezig. Naast de herplaatsing van de dakruiter (1954) en de reconstructie van het altaar (1979-1980) werden er later diverse saneringen en moderniseringen uitgevoerd.

## Interieur
Voor en tijdens de Franse bezetting werden bijna alle middeleeuwse voorwerpen uit de kerk verwijderd. Enige daarvan werden door de gebroeders Boisserée voor vernietiging behoed en verkocht, zoals het schilderij "de legende van de heilige heremiet Antonius met de schenkers" (1501/1509) aan de Alte Pinakothek te München.
De gebrandschilderde ramen werden met uitzondering van een voorstelling van de kruisiging (1520-1530) in de oorlog verwoest.

### Romaans doopvont
In de kerk bevond zich oorspronkelijk geen doopvont, omdat een bedelordekerk niet de dooprechten van een parochiekerk bezat. Dit veranderde pas toen de protestanten het gebouw overnamen. Het huidige doopvont staat in het zuidelijke zijschip opgesteld en werd in de 12e eeuw van blauwe hardsteen gemaakt. De oorspronkelijke herkomst van het doopvont is onduidelijk.

### Der Schwebende

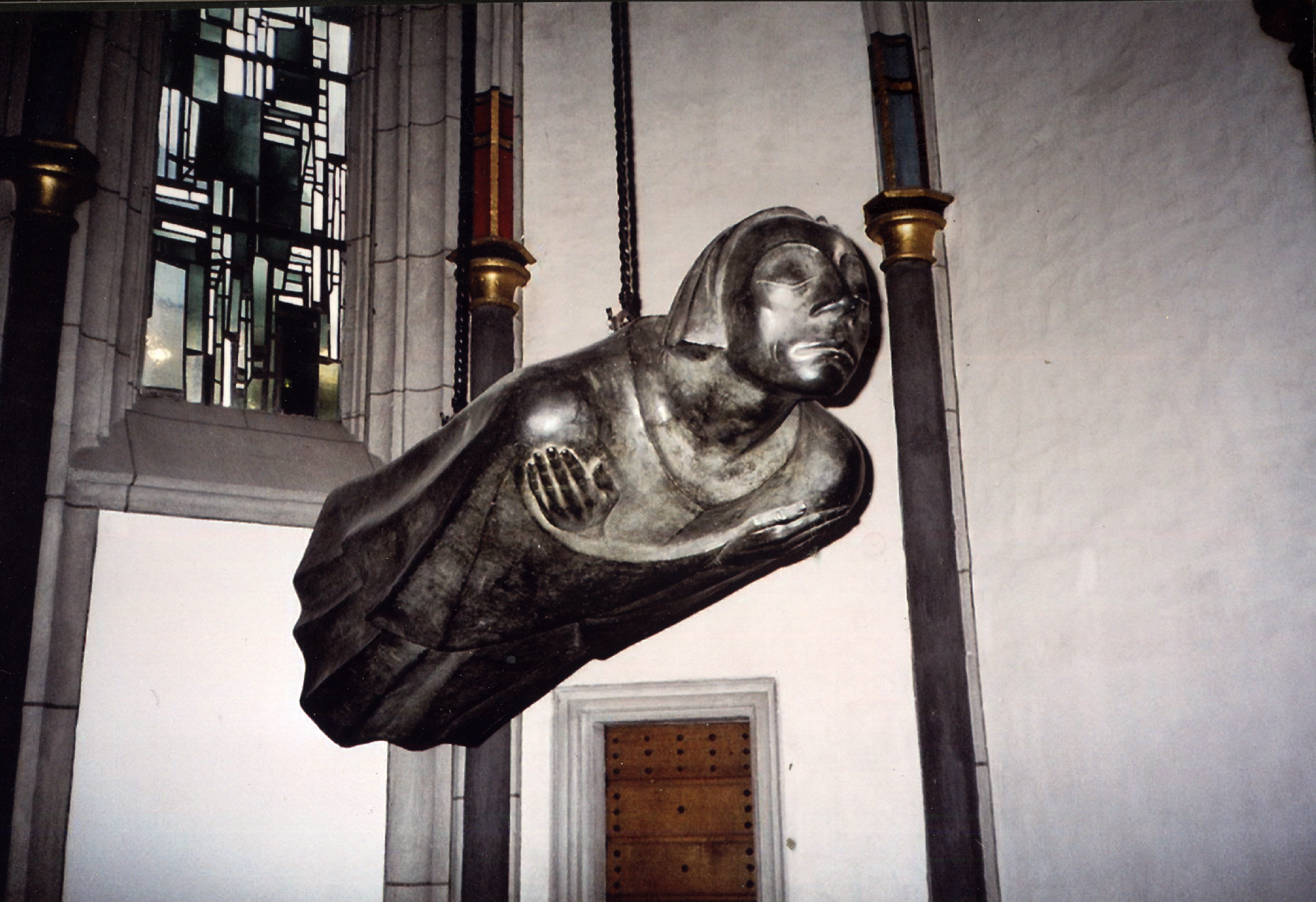
De Zwevende

De Antonieterkerk bezit drie kunstwerken van Ernst Barlach. In het noordelijke zijschip hangt der Schwebende, dat voor velen als het belangrijkste werk van de kunstenaar geldt. Het betreft een tweede afgietsel van een beeld uit 1927. Het eerste afgietsel hing in de dom van Güstrow. Daar werd het door de nationaalsocialisten als ontaarde kunst in beslag genomen en omgesmolten. Vrienden van Barlach maakten met de oude mal in 1942 een tweede afgietsel en verborgen het beeld tot na de oorlog ergens op de Lüneburger Heide. In 1952 werd het beeld in de Antonieterkerk opgehangen. Een derde afgietsel werd in 1953 aan de kerkelijke gemeente in Güstrow overgedragen. Het beeld draagt de trekken van het gezicht van de kunstenares Käthe Kollwitz, een vriendin van Barlach en hangt boven een stenen plaquette met de jaartallen van de beide wereldoorlogen. Na de grondige renovatie van de kerk in 2011 werden twee nieuwe kunstwerken van Barlach toegevoegd. Kruzifix II is een corpus dat in het noordelijk schip boven het doopvont hangt, de Lehrende Christus, een bronzen beeld van Christus, staat tegenover Kruzifix II opgesteld.

### Orgel
Het orgel van de Antonieterkerk werd in 1969 door de Keulse orgelbouwer Willi Peter gebouwd. Het instrument heeft 45 registers (sleepladen) op drie manualen en pedaal. De tracturen zijn elektrisch. Op 3 maart 2013 werd het orgel na een omvangrijke restauratie, vervanging van de speeltafel en uitbreiding met 8 registers en cymbelster tijdens een feestelijke kerkdienst weer in gebruik genomen.

### Klokken
Tot de Tweede Wereldoorlog hingen in de dakruiter twee klokken uit 1771 van de bekendste 18e-eeuwse klokkengieter in het Rijnland, Martin Legros. Tijdens de Tweede Wereldoorlog verbrandden de beide klokken samen met de dakruiter. In 1956 werden drie nieuwe klokken door de klokkengieter Rincker uit Sinn gegoten en in de dakruiter opgehangen.